# Hưng Vũ
Hưng Vũ là một xã thuộc tỉnh Lạng Sơn, Việt Nam.

## Địa lý
Xã Hưng Vũ có vị trí địa lý:
- Phía đông giáp xã Vũ Lễ
- Phía nam giáp xã Nhất Hòa và xã Hữu Liên
- Phía tây giáp xã Vũ Lăng
- Phía bắc giáp xã Bắc Sơn và xãTân Văn.

Theo thống kê năm 2019, xã Hưng Vũ có diện tích 133,24 km², dân số là 12.122 người, mật độ dân đạt 90 người/km².

## Lịch sử
Ngày 1 tháng 7 năm 2025, Ủy ban Thường vụ Quốc hội ban hành Nghị quyết số 1672/NQ-UBTVQH15 về việc sắp xếp các đơn vị hành chính cấp xã của tỉnh Lạng Sơn năm 2025. Theo đó,Sắp xếp toàn bộ diện tích tự nhiên, quy mô dân số của xã Trấn Yên và xã Hưng Vũ thành xã mới có tên gọi là xã Hưng Vũ.